# Hohenfels (Baden-Wurtemberg)
Hohenfels es un municipio alemán en el distrito de Constanza, Baden-Wurtemberg. Está ubicado al norte del lago de Constanza al margen oriental de Hegovia.
El municipio fue formado en 1973 cuando las aldeas antes independientes de Liggersdorf, Mindersdorf y Selgetsweiler se fusionaron bajo el nombre de Hohenfels. En 1975 las aldeas Kalkofen y Deutwang también se juntaron al municipio.

## Puntos de interés
- Palacio de Hohenfels
- Museo de Korbinian Brodmann[3]